# Olderico di Cremona

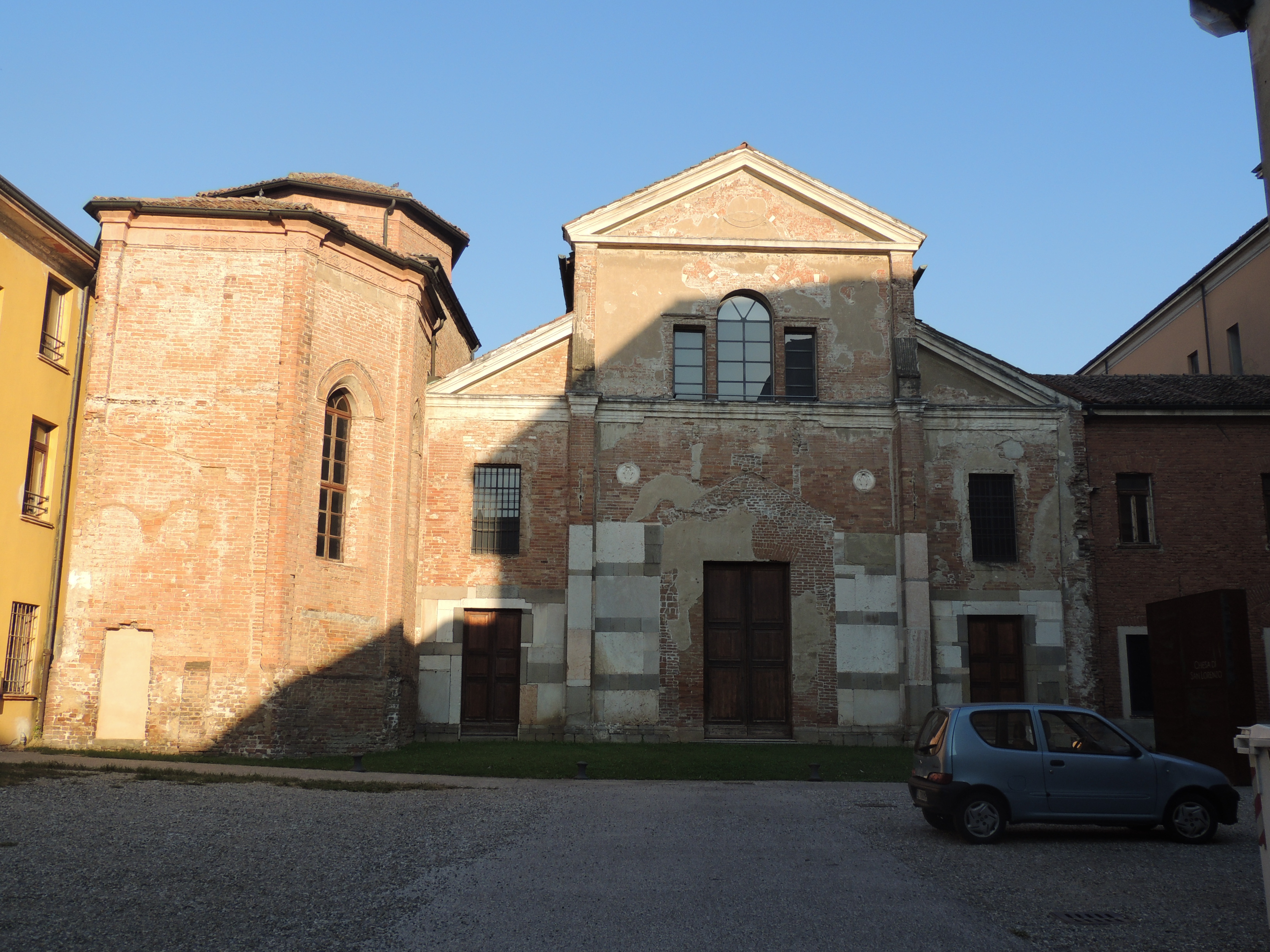
Cremona, chiesa di San Lorenzo.

Olderico di Cremona (Castelseprio, ... – Cremona, dopo febbraio 1004) è stato un vescovo italiano.

## Biografia
Era figlio di Nantelmo, conte del Seprio (950-963), figlio di Rostanno e di Gisla.
Possedeva importanti latifondi nel luogo di nascita e nelle zone circostanti, tutelati dall'imperatrice Adelaide e confermati da Ottone I di Sassonia nel 973.
Fu il fondatore del convento di San Lorenzo a Cremona dotandolo di chiesa nel 990.